# Speedway-WM-Grand-Prix von Großbritannien
Der Speedway-WM Grand Prix von Großbritannien wird seit 1995 ausgetragen und findet seit 2001 im Rahmen der Speedway-Einzel-Weltmeisterschaft im Millennium Stadium von Cardiff statt. Für diesen Grand Prix hat die Arena ein Fassungsvermögen von 62.500 Zuschauern. Bisherige Rekordkulisse beim Rennen waren 42.000 Zuschauer im Jahre 2011. Damit ist der GP einer der wenigen WM-Veranstaltungen der in einer geschlossenen Halle stattfindet.

## Geschichte

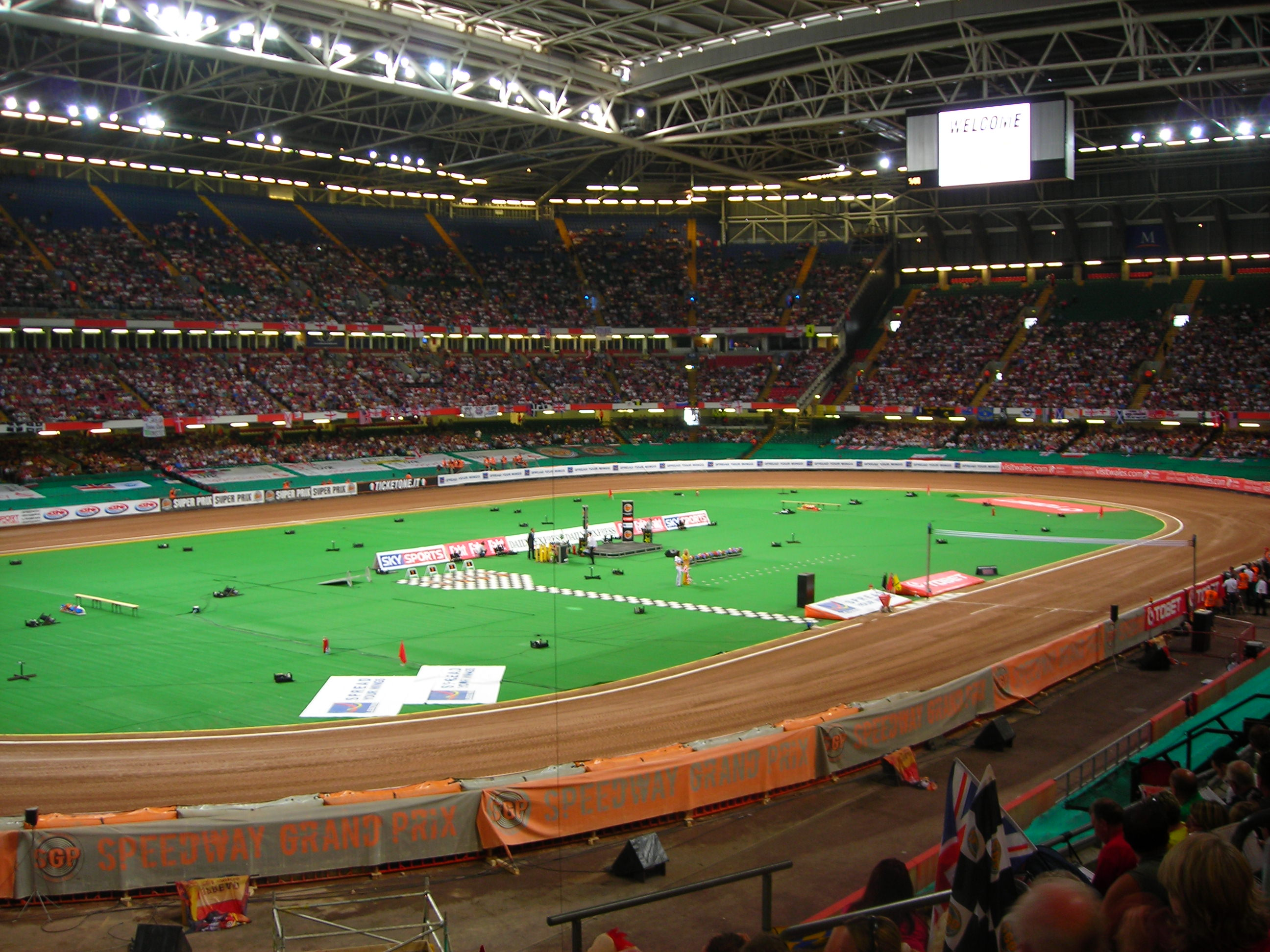
Speedway WM GP in Cardiff

Der erste Speedway Grand Prix von Großbritannien wurde 1995 ausgetragen und fand damals im in London gelegenen Hackney Wick Stadium statt. Nach 2 Ausgaben auf der 315 Meter langen Strecke wechselte der GP 1997 für eine Ausgabe in das Odsal Stadium in Bradford, ehe man von 1998 bis 2000 das Brandon Stadium in Coventry für die WM-Runde nutzte.
Seit 2001 startet die Speedway-WM in Cardiff. Lediglich 2020 und 2021 musste die Veranstaltung wegen der weltweiten COVID-19-Pandemie ausgesetzt werden. Damit findet der britische Speedway-WM-GP 2024 zum 28. Mal statt.

## Präperation
Für den Bau der Strecke werden 3.500 Tonnen Schiefergrus, sieben Arbeitstage und etwa 400 Arbeitsstunden veranschlagt. Das Material wird in 140 Lastwagenladungen zum Principality Stadium transportiert. Zwei Radlader, zwei Raupenbagger, ein Grader, zwei Rüttelpressen, zwei Traktoren, zwei Rüttelplatten, ein Gabelstapler und ein erfahrenes Arbeitsteam arbeiten beim Bau der Strecke zusammen.